# Мартиньяно (озеро)
Мартиньяно (итал. Martignano) — небольшое кратерное озеро в центральной части Италии. Располагается в 2 км восточнее озера Браччано, на территории провинции Рим в Лацио.
Озеро находится на высоте 207 м над уровнем моря во вторичном кратере горного массива Сабатини, являющегося частью Антиапеннин Лацио. Акватория овалообразной формы, ориентирована в меридиональном направлении. Площадь — 2,49 км². Наибольшая глубина — 54 м, достигается северо-восточнее центральной части озера. Объём — 71,2 млн м³. С восточной стороны в Мартиньяно впадает два небольших водотока. Площадь водосборного бассейна озера составляет 6,2 км².
Прилегающая к озеру местность примечательна богатым разнообразием флоры и фауны. Озеро входит в состав регионального природного парка Браччано-Мартитьяно (категория МСОП — V) площадью 166,82 км², учрежденного в 1999 году.